# 路面電車停留場
路面電車停留場（ろめんでんしゃていりゅうじょう）とは、路面電車が停車し旅客が乗降するために併用軌道内の道路に設けられた島状の施設又は道路標識又は道路標示に示されている部分で、路面電車の停留所。
略して電停（でんてい）とも呼ばれるほか、事業者によっては駅と呼称することもある。

## 概要
路面電車の場合、軌道を道路上の最も中央寄りに設けることが多い。通常、島状のプラットホームが設置される。このプラットホームは安全地帯に該当する。
道路の幅員に余裕がなかったり、交差点付近であったりするなどの理由で、プラットホームを設置しない場合がある。そのような場合には、電停の乗降客が電車と道路上との間で直接乗降することになる。
その際の安全確保のために、安全地帯は道路標示（安全地帯となる道路の部分を外枠を黄線、内枠を白線、さらに内側を緑色で塗りつぶす等）で示される。電停に設置される自動車への警告灯の他に、安全地帯を表す道路標識（青地に白のV字）も設置されるが、電停幅員の関係から標識は省略される場合がある。
一般的には進行方向左側から乗降するため、ホームは基本的に相対式ホームだが、宇都宮ライトレール、岡山電気軌道、長崎電気軌道には島式ホームもある。

## 電停や安全地帯に係る義務
道路交通法第十七条第六項
道路交通法第三十一条

## ギャラリー

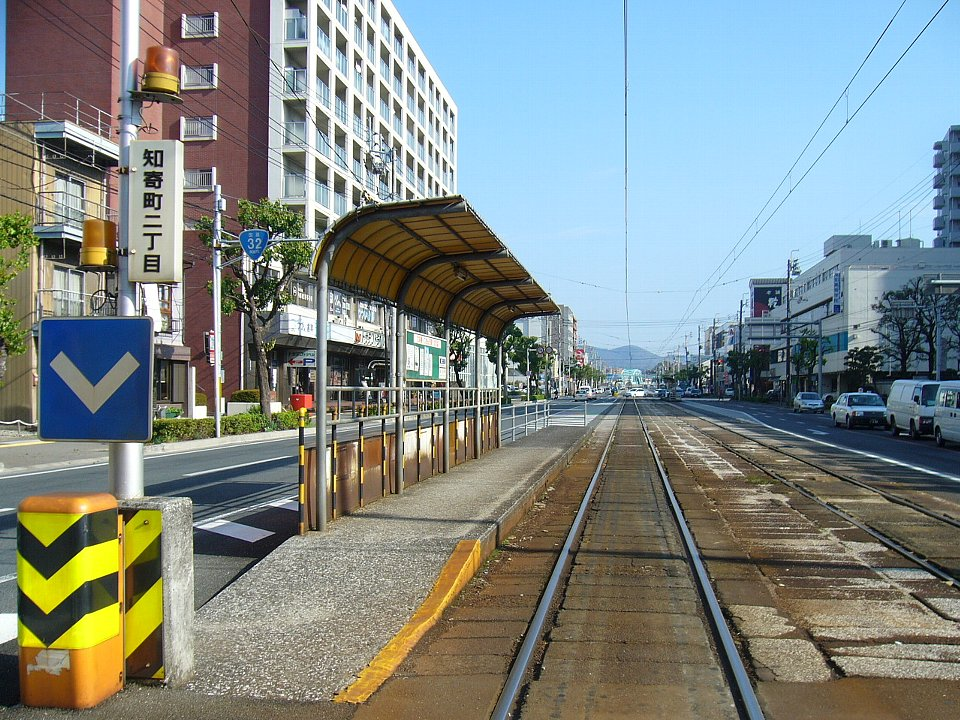
安全地帯のある電停の例（知寄町二丁目停留場）
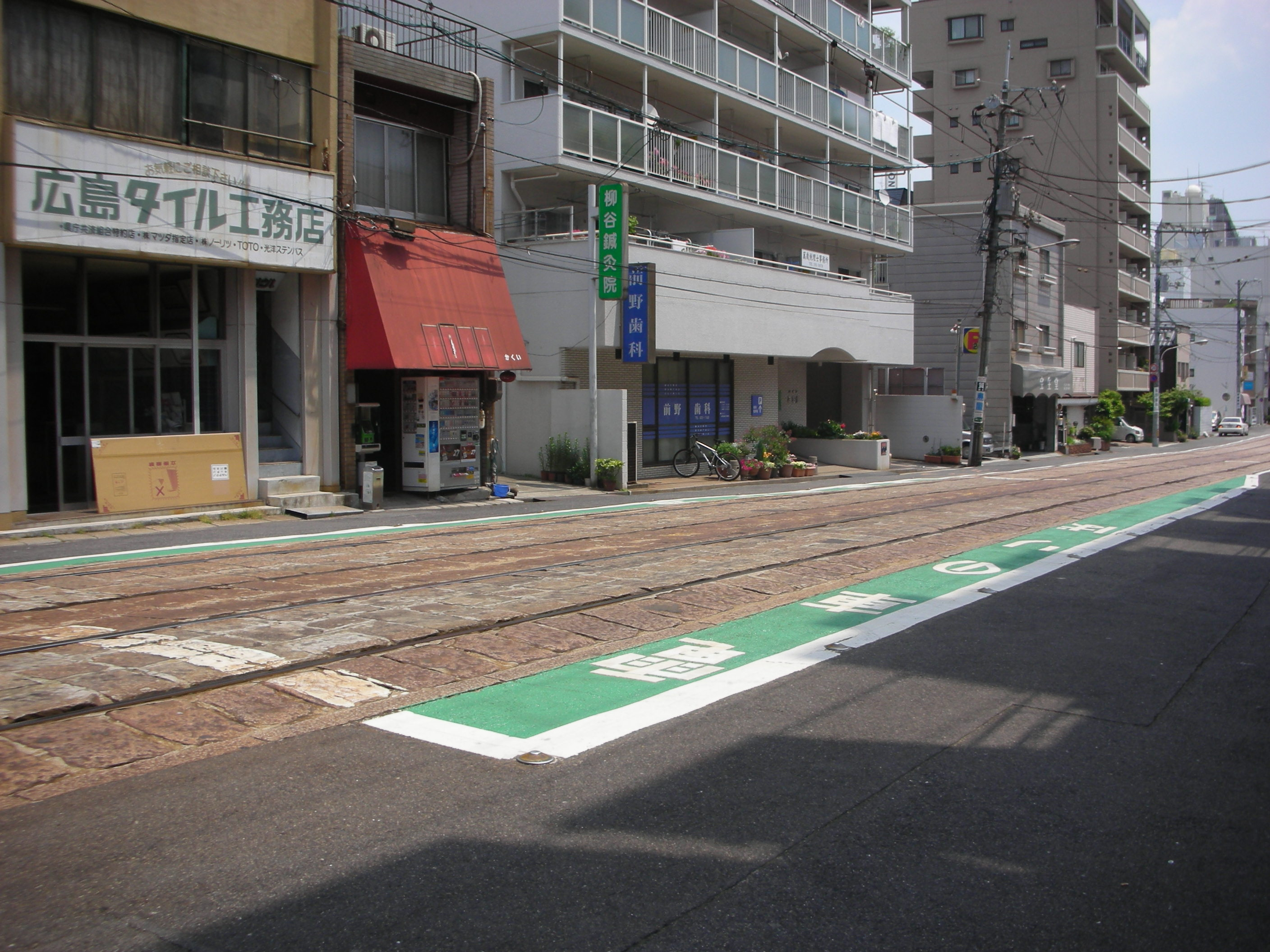
安全地帯のない電停の例（小網町停留場）
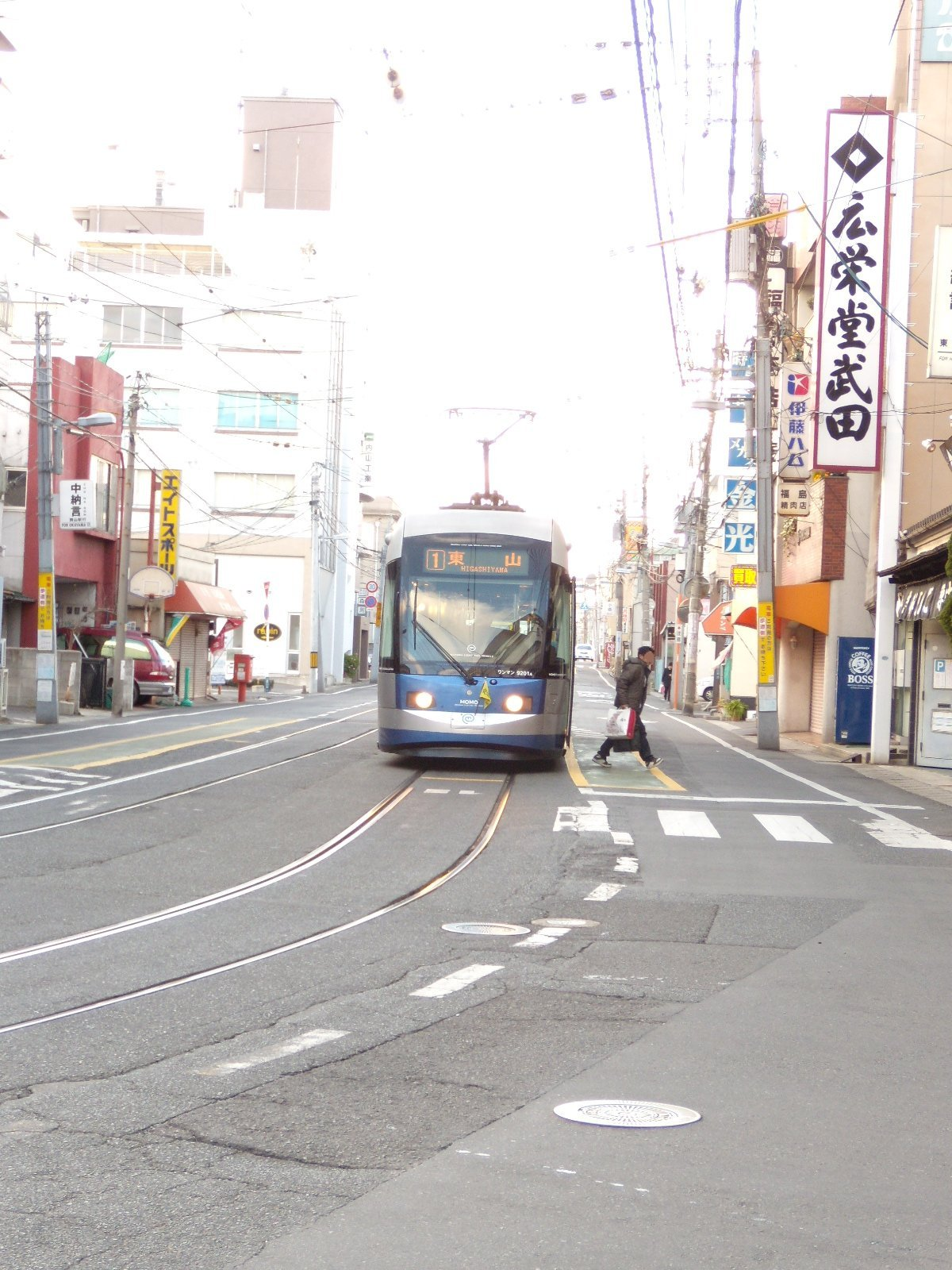
安全地帯のない電停で、乗客が路上を渡って乗車する様子（中納言停留場）
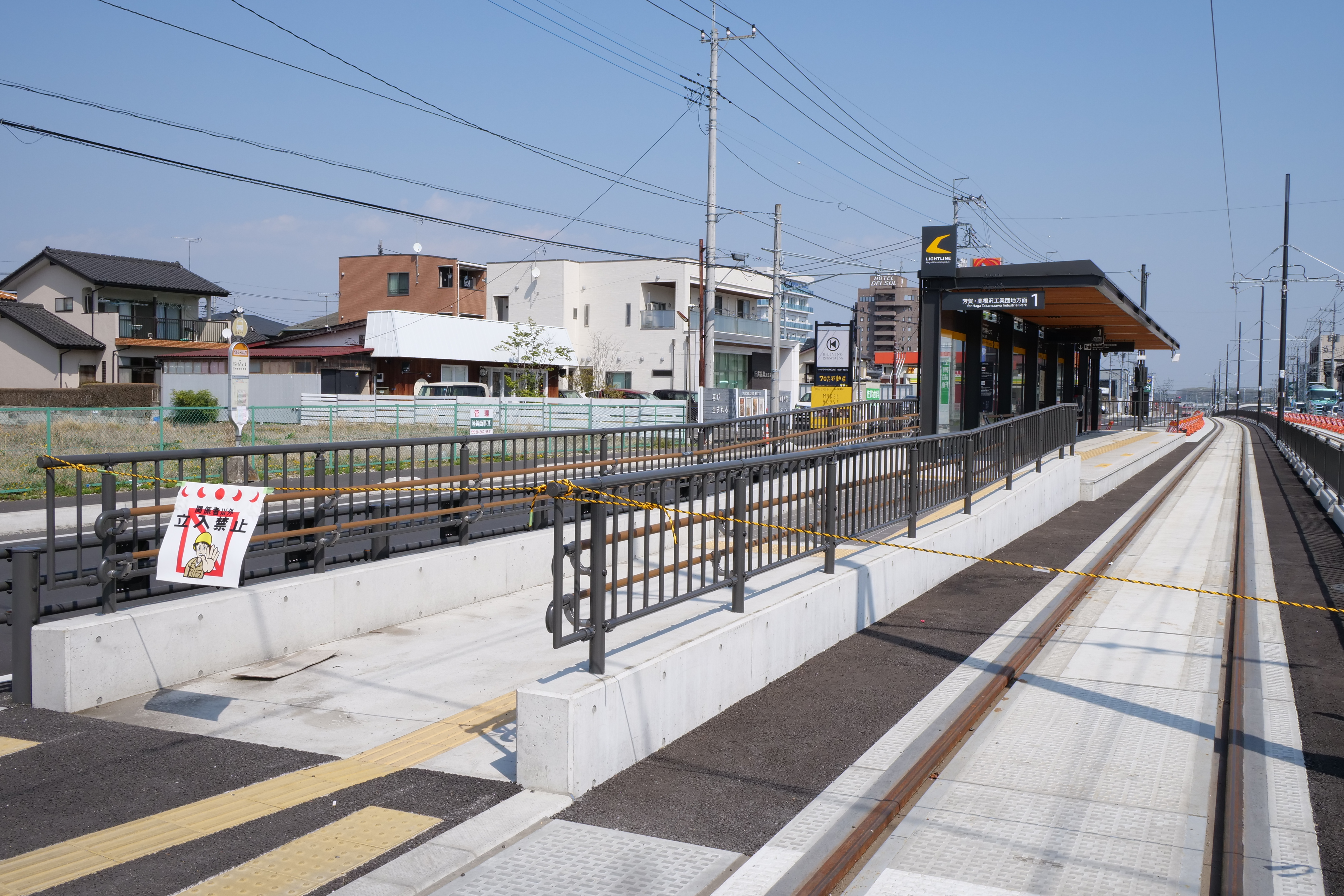
バリアフリーに対応し、腰掛けベンチやデジタルサイネージが設置された次世代型路面電車（LRT）の電停（宇都宮大学陽東キャンパス停留場）
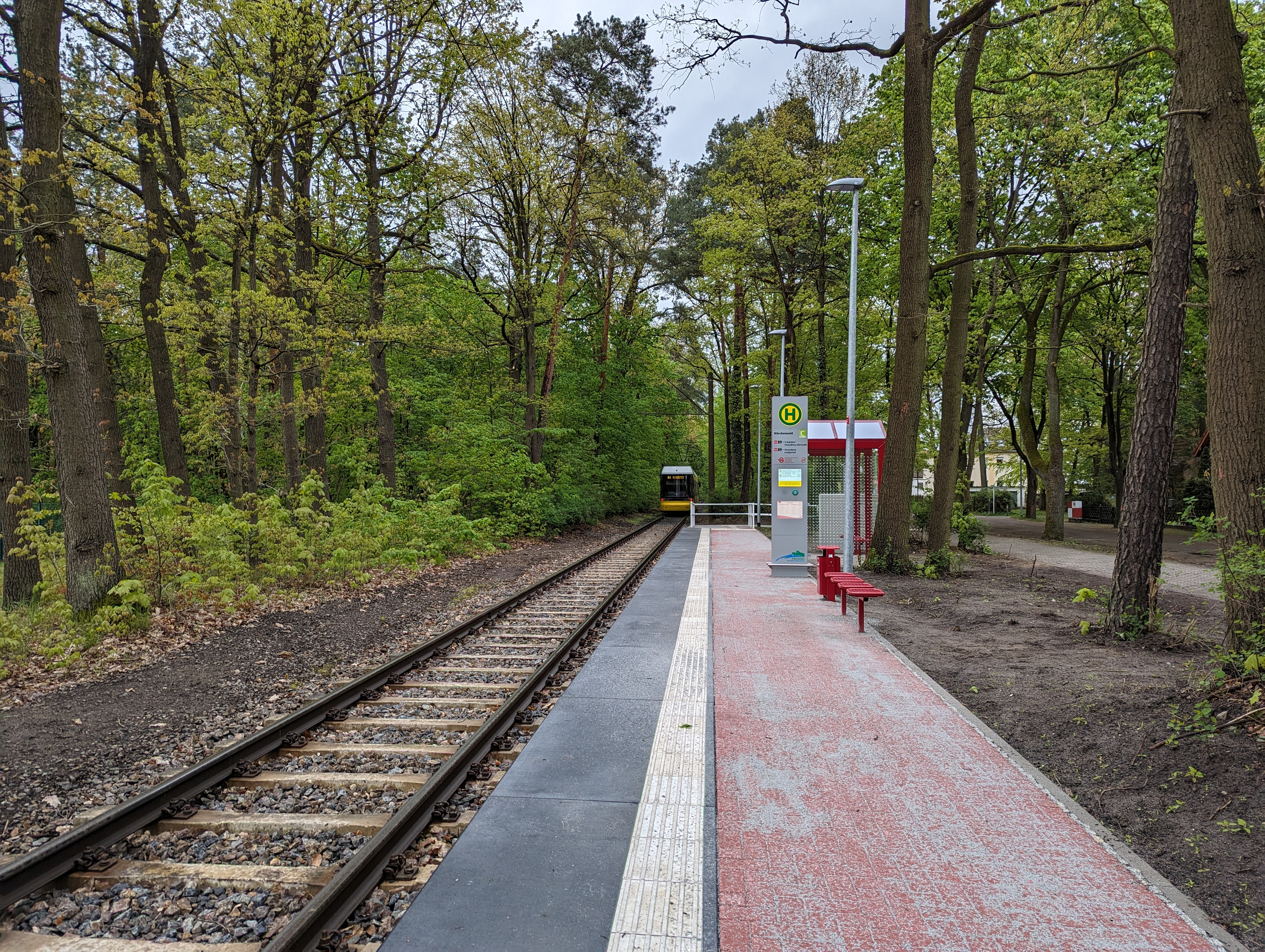
ドイツ・シュトラウスベルクに所在する、シュトラウスベルク鉄道メルヒェンワルド停留場
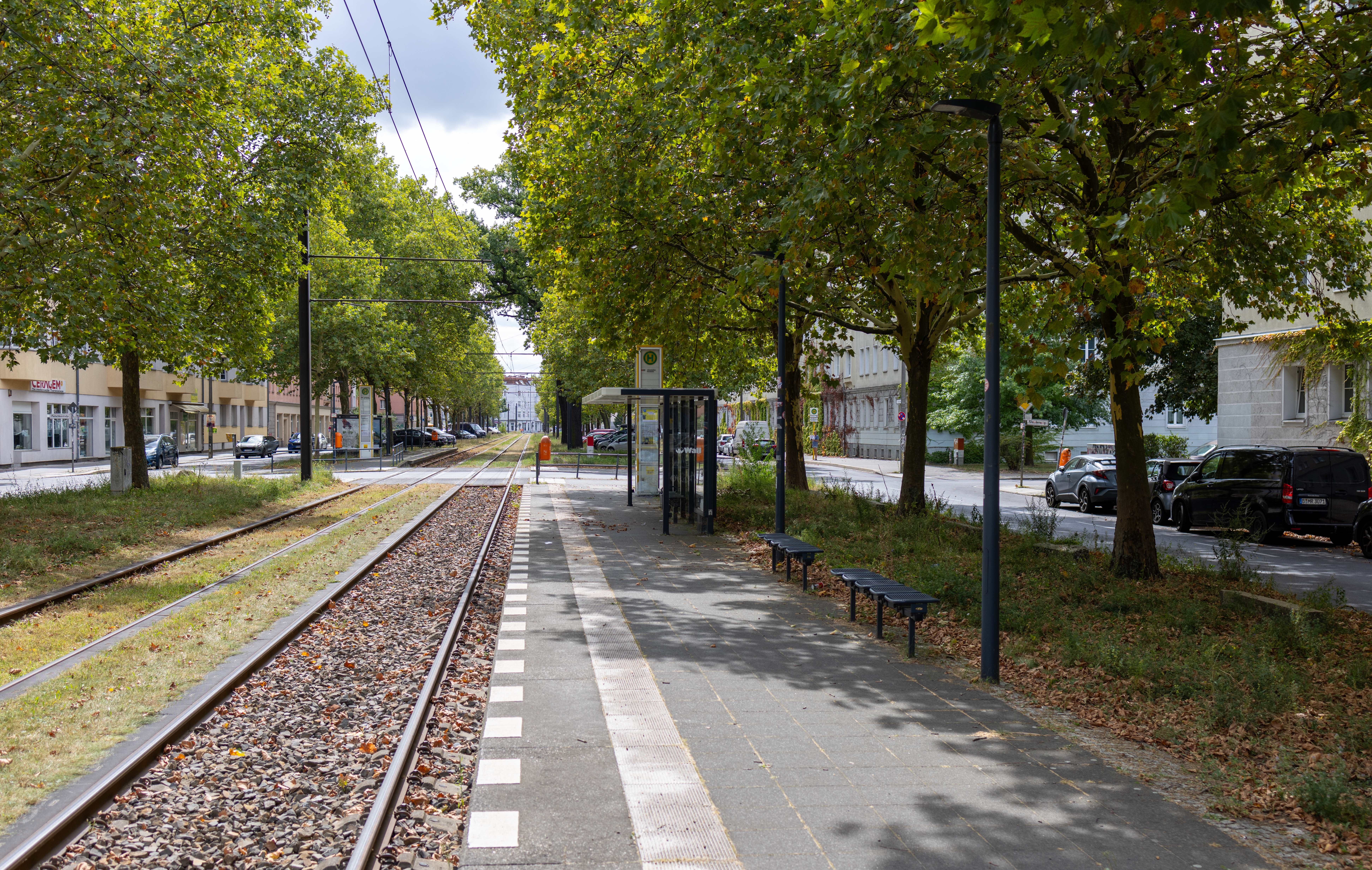
シュトラウスベルク鉄道ヘーガミューレ停留場